# Bembidion tenellum
Bembidion tenellum es una especie de escarabajo del género Bembidion, tribu Bembidiini, familia Carabidae. Fue descrita científicamente por Erichson en 1837.
Se distribuye por Austria, Alemania, Francia, Polonia, Bulgaria, Suecia, España, Estonia, Italia, Eslovenia, Países Bajos, Checa, Dinamarca, Grecia, Rumania, Rusia, Eslovaquia y Turquía. La especie se mantiene activa durante todos los meses del año excepto en febrero, noviembre y diciembre.